# مايك سمول
مايك سمول (بالإنجليزية: Mike Small)‏ (2 مارس 1962 ببرمنغهام في المملكة المتحدة - ) هو لاعب كرة قدم بريطاني في مركز الهجوم. لعب مع برايتون أند هوف ألبيون وتشارلتون أثلتيك وديري سيتي وستاندارد لييج وستيفيناغ بوروه وغو أهد إيغلز وفيتيسه آرنهم ونادي باوك ونادي بيتربورو يونايتد ونادي سليغو روفرز ونادي لوتون تاون ونادي هكن وناك بريدا ووست هام يونايتد ووولفرهامبتون واندررز وبرومزغروف روفرز ‏.

## وصلات خارجية
- مايك سمول على موقع قاعدة بيانات كرة القدم.إي يو (الإنجليزية)
- مايك سمول على موقع عالم كرة القدم.نت (الإنجليزية)